# Gimnastyka na World Games 2009
Gimnastyka na World Games 2009 w Kaohsiung rozgrywana była w dniach 17 – 25 lipca w czterech odmianach gimnastyki, do których należały: gimnastyka akrobatyczna, gimnastyka artystyczna, skoki na ścieżce i trampolinie i aerobik sportowy. Reasumując wszystkie medale zdobyte we wszystkich zawodach gimnastycznych podczas World Games 2009 zbiorczą tabelę medalową wygrali gimnastycy reprezentujący Federację Rosyjską, którzy zdobyli 15 medali (w tym 9 złotych krążków). Zawody miały miejsce w dwóch obiektach: Kaohsiung Arena (zawody gimnastyki akrobatycznej, artystycznej oraz skoków na ścieżce i trampolinie), a także w obiekcie Cultural Center Jhihde Hall (aerobik sportowy).

## Zawody gimnastyczne podczas World Games 2009

### Zbiorcza tabela medalowa wszystkich zawodów gimnastycznych
| Poz.    | Państwo           |    |    |    |    |
| ------- | ----------------- | -- | -- | -- | -- |
| 1       | Rosja             | 9  | 3  | 3  | 15 |
| 2       | Ukraina           | 2  | 3  | 3  | 8  |
| 3       | Chiny             | 2  | 2  | 2  | 6  |
| 4       | Francja           | 1  | 2  | 1  | 4  |
| 5       | Stany Zjednoczone | 1  | 1  | 1  | 3  |
| 6       | Hiszpania         | 1  | 1  | 0  | 2  |
| 6       | Belgia            | 1  | 1  | 0  | 2  |
| 6       | Rumunia           | 1  | 1  | 0  | 2  |
| 9       | Brazylia          | 1  | 0  | 0  | 1  |
| 9       | Japonia           | 1  | 0  | 0  | 1  |
| 11      | Wielka Brytania   | 0  | 3  | 3  | 6  |
| 12      | Azerbejdżan       | 0  | 1  | 1  | 2  |
| 13      | Portugalia        | 0  | 1  | 0  | 1  |
| 13      | Nowa Zelandia     | 0  | 1  | 0  | 1  |
| 15      | Niemcy            | 0  | 0  | 3  | 3  |
| 16      | Kanada            | 0  | 0  | 1  | 1  |
| 16      | Białoruś          | 0  | 0  | 1  | 1  |
| 16      | Bułgaria          | 0  | 0  | 1  | 1  |
| Łącznie | Łącznie           | 20 | 20 | 20 | 60 |